# Nouvelle Expérience
Nouvelle Expérience is een show van Cirque du Soleil, die stopte in 1993. Het was een reizende voorstelling, maar spendeerde een jaar in The Mirage Resort and Hotel in Las Vegas.
De show, die begon in 1989, werd geregisseerd door Franco Dragone. Dragone wilde de complete controle over de show. Die kreeg hij, hoewel Guy Laliberté (de oprichter van Cirque du Soleil) de show bleef overzien.
Dragone zorgde ervoor dat de gordijnen, waar artiesten normaal achter verdwijnen na hun act, verdwenen, waardoor de artiesten de hele show in hun rol moesten blijven. In het verhaal, waarvoor Dragone zich had laten inspireren door Jules Verne, hield in dat de artiesten juwelen waren, verspreid over de wereld.